# Zeuxinella
Zeuxinella là một chi thực vật có hoa trong họ Lan.

## Các loài
Hiện tại, người ta công nhận 1 loài trong chi này.
- Zeuxinella vietnamica